# Jans Koster
Jans Koster   (Naarden, 1938) és una nedadora neerlandesa ja retirada, especialista en estil lliure, que va competir durant la dècada de 1950.
El boicot que els Països Baixos va efectuar als Jocs de Melbourne de 1960, com a protesta per la invasió soviètica d'Hongria, va impedir que participi en uns Jocs Olímpics. Al seu palmarès destaquen una medalla d'or als 400 metres lliures al Campionat d'Europa de natació de 1958 i tres campionats nacionals, un dels 400 metres lliures (1956) i dos dels 1.500 metres lliures (1956 i 1957). El 1956 i 1957 millorà en dues ocasions el rècord del món dels 1.500 metres lliures.